# Era (Fernsehsender)
Era (russisch Эра) ist ein Fernsehsender in Kasachstan mit Sitz in Astana. Er nahm seinen Sendebetrieb im Juli 2003 auf. Era ist ein regionaler Fernsehsender, der im Gebiet der kasachischen Hauptstadt Astana sendet. Er sendet in kasachischer und russischer Sprache 22 Stunden täglich.
Das Programm von Era besteht aus Dokumentarfilmen und auch einigen Kinderserien aber auch Magazinsendungen und Kochshows werden ausgestrahlt. Ebenfalls im Programm sind Talkshows, Filme, Serien und Nachrichten sowie Sendungen mit Musikinhalten.